# Roman Vlasov
Roman Andrejevič Vlasov (* 6. října 1990 Novosibirsk) je ruský zápasník – klasik, olympijský vítěz z roku 2012 a 2016.

## Sportovní kariéra
Zápasení se věnoval od 6 let v Novosibirsku. Od svých 12 let se specializoval na řecko-římský styl pod vedením Viktora Kuzněcova. V juniorském věku, v roce 2008 přibrzdilo jeho sportovní kariéru vážné zranění ramene. Po dvou operacích se dokázal vrátit a v roce 2011 se prosadil v ruském reprezentačním výběru ve váze do 74 kg. V roce 2012 startoval na olympijských hrách v Londýně jako úřadující mistr světa. V úvodních kolech se popasoval se s náročným losem, ve finále porazil ve dvou třetinách minimálním bodovým rozdílem 1:0 na technické body Arména Arsena Džulfalakjana a získal zlatou olympijskou medaili.
V roce 2016 potvrdil pozici ruské reprezentační jedničky ve váze do 75 kg a startoval na olympijských hrách v Riu. V úvodním kole odolal závěrečnému náporu Korejce Kim Hjon-ua a probojoval se do finále proti Dánu Marku Madsenovi. Svého finálového soupeře porazil 5:1 na technické body a obhájil zlatou olympijskou medaili.

## Výsledky
| Olympijské hry     |    |    | — |   |    |    | 1. |    |     |    | 1. |     |    |  |  |  |  |  |  |  |  |  |  |  |  |  |  |  |
| Mistrovství světa  | —  | —  |   | — | —  | 1. |    | 2. | úč. | 1. |    | úč. | —  |  |  |  |  |  |  |  |  |  |  |  |  |  |  |  |
| Evropské hry       |    |    |   |   |    |    |    |    |     | —  |    |     |    |  |  |  |  |  |  |  |  |  |  |  |  |  |  |  |
| Mistrovství Evropy | —  | —  | — | — | —  | 3. | 1. | 1. | —   | —  | —  | —   | 1. |  |  |  |  |  |  |  |  |  |  |  |  |  |  |  |
| Univerziáda        |    |    |   |   |    |    |    | 1. |     |    |    |     |    |  |  |  |  |  |  |  |  |  |  |  |  |  |  |  |
| MS juniorů         | —  | —  | — | — | 1. |    |    |    |     |    |    |     |    |  |  |  |  |  |  |  |  |  |  |  |  |  |  |  |
| ME dorostenců      | 1. | 1. |   |   |    |    |    |    |     |    |    |     |    |  |  |  |  |  |  |  |  |  |  |  |  |  |  |  |